# Karjalansärkkä-Seiväslamminsärkkä
Karjalansärkkä-Seiväslamminsärkkä este o arie protejată (arie specială de conservare — SAC, sit de importanță comunitară — SCI) din Finlanda întinsă pe o suprafață de 104 ha, integral pe uscat.

## Localizare
Centrul sitului Karjalansärkkä-Seiväslamminsärkkä este situat la coordonatele 62°00′31″N 29°44′39″E / 62.0086°N 29.7442°E.

## Înființare
Situl Karjalansärkkä-Seiväslamminsärkkä a fost declarat sit de importanță comunitară în august 1998 pentru a proteja un număr necunoscut de specii din flora spontană și fauna sălbatică aflate în arealul zonei. Situl a fost protejat și ca arie specială de conservare în aprilie 2015.

## Biodiversitate
Situată în ecoregiunea boreală, aria protejată conține 3 habitate naturale: Lacuri și iazuri distrofice naturale, Păduri de conifere pe eskere fluvioglaciare sau legate la acestea, Mlaștini împădurite.
La baza desemnării sitului se află un număr nedeclarat de specii protejate.
Pe lângă speciile protejate, pe teritoriul sitului au mai fost identificate 1 specie de plante, 1 specie de păsări.